# 杯萼毛蕊茶
杯萼毛蕊茶（学名：Camellia cratera）为山茶科山茶属的植物。分布在中国大陆的广东等地，目前尚未由人工引种栽培。